# Садуто туто
«Садуто туто» (лит. «Sadūto tūto») — литовський радянський драматичний художній фільм 1974 року режисера Алмантаса Грікявічуса. Виробництво Литовської кіностудії.
Прем'єра стрічки відбулась у 1974 році. Фільм розповідає про скульптора Пятраса та його друга, художника Повіласа, які перебувають у стані творчої й духовної кризи.

## У ролях
| Актор                | Роль                   | Дубляж               |
| -------------------- | ---------------------- | -------------------- |
| Юозас Будрайтіс      | Пятрас Мініус          | Олександр Дем'яненко |
| Регімантас Адомайтіс | Повілас Байбокас       | Ернст Романов        |
| Еугенія Плешкіте     | дружина Повіласа Марія | Галина Чигинська     |
| Нійоле Лепешкайте    | донька лісничого Ула   | Нора Грякалова       |
| Аурімас Бабкаускас   | виконроб-крадій Варнас | Валерій Ольшанський  |
| Бронюс Бабкаускас    | лісничий Ейгулі        | Ігор Єфімов          |
| Алгіс Заліадуоніс    | дідусь Ули             |                      |
| Альгірдас Пінтукас   | міліціонер             |                      |
| Дануте Кріштопайтіте | наречена, подруга Ули  |                      |
| Ромас Раманаускас    | наречений              |                      |
| Егле Габренайте      | жінка на кладовищі     |                      |
| Владас Юркінас       | завуч школи            |                      |
| Валіс Деркінтіс      | опікун Варфоломій      |                      |
| Стяпонас Космаускас  | лікар                  |                      |

## Виробництво
Для радянського широкого прокату фільм було дубльовано російською мовою на студії «Ленфільм».